# Име руже (филм)
Име руже (енгл. The Name of the Rose) је историјски мистеријски филм из 1986. године, режисера Жана-Жака Аноа, заснован на истоименом роману Умберта Ека. Главну улогу тумачи Шон Конери као фрањевачки фратар Вилијам од Баскервила, који је позван да разреши тајанствену смрт у средњовековној опатији. Кристијан Слејтер глуми његовог ученика, Адса од Мелка, а Ф. Мари Абрахам његовог ривала икнвизитора, Бернара Гија. У споредним улогама су Феодор Шаљапин Млађи, Вилијам Хики, Мајкл Лонсдејл, Рон Перлман и Валентина Варгас.
Филм је рађен у међународној ко-продукцији између Западне Немачке, Фрацуске и Италије и снимљен је у Риму, као и у некадашњој опатији Ебербах у Рејнгауу. Добио је помешане до позитивне рецензије критичара и освојио је неколико награда, укључујући награду БАФТА за најбољег глумца у главној улози за Конерија.

## Радња
Фрањевачки фратар Вилијам од Баскервила и његов ученик, Адсо од Мелка, стижу у бенедиктинску опатију раног 14. века у северној Италији. Мистериозна смрт се догодила уочи важне теолошке црквене конференције — чини се да је млади илуминатор извршио самоубиство. Вилијам, познат по свом дедуктивном и аналитичком размишљању, разговара са забринутим опатом и добија дозволу да истражи смрт. У наредних неколико дана догађа се још неколико бизарних смрти.
Вилијам и Адсо упознају Салватореа, грбавца који говори бесмислице на разним језицима, и његовог чувара и заштитника Ремигија од Варагине. Вилијам из Салваторовог коришћења фразе penitenziagite закључује да је он некада био члан јеретичке секте и закључује да су Салваторе и Ремигије можда били умешани у убиства. У међувремену, Адсо наилази на сељанку која се ушуњала у опатију да би понудила сексуалне услуге у замену за храну, и има секс са њом.
Истражујући и у жељи да одбаце оптужбе за опседнутост демонима, Вилијам и Адсо откривају и истражују лавиринтску библиотеку у забрањеној главној кули опатије. Вилијам сматра да је то „једна од највећих библиотека у целом хришћанском свету”, која садржи десетине дела класичних мајстора као што је Аристотел, за које се сматра да су изгубљени вековима. Вилијам закључује да је библиотека скривена јер је тако напредно знање, које долази од паганских филозофа, тешко помирљиво са хришћанством. Вилијам даље закључује да су сви они који су умрли прочитали једини преостали примерак Аристотелове друге књиге Поетике.
Његова истрага је ограничена доласком инквизитора Бернара Гија, позваног на конференцију и жељног да кривично гони оне које сматра одговорним за смрт. Вилијам и Ги су се сукобили у прошлости, а ревносни инквизитор није заинтересован за његове теорије. Салваторе и девојка су пронађени како се препиру због црног петла у присуству црне мачке. Ги ово представља као необориви доказ да су у савезу са Сатаном и мучи Салватореа како би признао. Салваторе, Ремигије и девојка су изведени пред суд, где Ги застрашује опата да се сложи са његовом пресудом о јереси. Међутим, Вилијам, кога је Ги такође „позвао” да буде у судском већу, одбија да потврди оптужбе за убиство, истичући да је убица знао да чита грчки, што је вештина коју Ремигије не поседује. Ги прибегава извлачењу признања од Ремигија претњом мучења и очигледно планира да се заувек реши Вилијама.
Када главни библиотекар поклекне као и остали, Вилијам и Адсо се пењу у забрањену библиотеку и сусрећу се лицем у лице са преподобним Хорхеом, најстаријим житељом опатије, са грчком књигом, која описује комедију и како се она може користити за подучавање. Верујући да су смех и шала оруђе ђавола, Хорхе је затровао странице како би зауставио ширење онога што сматра опасним идејама: они који су је читали, гутали би отров док би лизали прсте да би помогли у окретању страница. Суочен, Хорхе баца свећу, изазивајући пожар који брзо прогута библиотеку. Вилијам инсистира да Адсо побегне, пошто успева да сакупи гомилу непроцењивих књига да би их спасао; рукопис Поетике, Хорхе и остатак библиотеке су изгубљени.
У међувремену, Салваторе и Ремигије су спаљени на ломачи. Девојка је осуђена на исту судбину, али локални сељаци користе хаос због паљења библиотеке да је ослободе и окрену се против Гија. Ги покушава да побегне, али они гурају његова кола са литице у сигурну смрт. Вилијам и Адсо касније напуштају опатију. На путу, Адса зауставља девојка, тихо га позивајући да остане са њом, али Адсо наставља са Вилијамом. У својој завршној нарацији, много старији Адсо каже да никада није пожалио због своје одлуке, јер је научио много више од Вилијама. Адсо такође наводи да је девојка била једина земаљска љубав његовог живота, али да никада није сазнао њено име.

## Улоге
| Глумац                      | Улога                 |
| --------------------------- | --------------------- |
| Шон Конери                  | Вилијам од Баскервила |
| Ф. Мари Абрахам             | Бернар Ги             |
| Кристијан Слејтер           | Адсо од Мелка         |
| Двајт Вајст (старији; глас) | Адсо од Мелка         |
| Хелмут Квалтингер           | Ремигије од Варагине  |
| Иља Баскин                  | Северино              |
| Мајкл Лонсдејл              | опат                  |
| Фолкер Прехтел              | Малахија              |
| Феодор Шаљапин Млађи        | Хорхе од Бургоса      |
| Вилијам Хики                | Убертино од Казалеа   |
| Михаел Хабек                | Беренгар              |
| Валентина Варгас            | девојка               |
| Рон Перлман                 | Салваторе             |
| Леополдо Тријесте           | Михаило из Чезене     |
| Вернон Добчеф               | Хју од Њукасла        |
| Ендру Биркин                | Кутберт од Винчестера |